# Euskelosaurus
Euskelosaurus is een geslacht van uitgestorven plantenetende saurischische dinosauriërs, behorend tot de groep van de Sauropodomorpha, dat tijdens het Laat-Trias leefde in het gebied van het huidige Zuid-Afrika. De typesoort is Euskelosaurus brownii.

## Vondst en naamgeving
In 1863 vond Alfred Brown bij Barnard's Spruit nabij Aliwal North een aantal beenderen die hij naar de geoloog Roderick Impey Murchison in Engeland verzond waar ze op 24 mei 1866 aankwamen. Die liet de vondst zien aan Thomas Henry Huxley die ervoor in 1866 een nieuwe soort beschreef en benoemde. De geslachtsnaam is afgeleid van het Klassiek Griekse eu, 'welgevormd' en skelos, 'poot', een verwijzing naar de stevige poten. De soortaanduiding eert Brown. Overigens spelde Huxley de geslachtsnaam als Euskelesaurus, wat in 1902 door Friedrich von Huene geëmendeerd werd tot Euskelosaurus. De soortaanduiding wordt soms gespeld als browni.
Het holotype BMNH R1625 bestaat uit een zeer fragmentarisch gedeeltelijk skelet zonder schedel, voornamelijk twee dijbeenderen. Het is aangetroffen in een laag van de onderste Elliotformatie die stamt uit het Norien.
Door Jacques van Heerden werd Plateosauravus in 1976 als een jonger synoniem van Euskelosaurus beschouwd, wat zou betekenen dat zo'n vijftien gedeeltelijke skeletten aan de soort moeten worden toegerekend. Adam Yates heeft echter vanaf 2003 gesteld dat Euskelosaurus vanwege de schamele resten een nomen dubium is en dat soortgelijk materiaal de naam Plateosauravus moet dragen. De kwestie hangt samen met de vraag of allerlei ander materiaal dat Brown naar Wenen, Parijs en Harry Govier Seeley stuurde van hetzelfde exemplaar afkomstig is. De zaak is nog aanzienlijk gecompliceerd doordat Peter Galton twee dijbeenfragmenten uit Wenen, NMW 1886-XV-39 en NMW-1876-VII-B124, tot holotype maakte van een soort van de Theropoda, Aliwalia rex, ze combinerend met een stuk kaak van een roofsauriër, BMNH R3301. Yates stelt dat de dijbeenderen echter resten zijn van weer een ander taxon, de sauropodomorf Eucnemesaurus. Seeley dacht in 1894 dat de kaak aan Euskelosaurus toebehoorde, wat de foute hypothese bevestigde dat ook dit een roofsauriër was.

## Beschrijving
De dijbeenderen hebben een geschatte lengte van ongeveer vijfenzeventig centimeter, hetgeen wijst op een lichaamslengte van zo'n tien meter.

## Fylogenie
De precieze verwantschap van Euskelosaurus is lang onduidelijk gebleven. Huxley dacht in 1870 dat het een vleesetende theropode betrof en bracht de soort onder bij de Megalosauridae. In 1896 meende Othniel Charles Marsh dat het om een lid van de ornithischische Scelidosauridae ging. Pas in 1902 legde von Huene een verband met de Prosauropoda door het aan de Zanclodontidae toe te wijzen; in 1908 wijzigde hij dat in de Plateosauridae. Daarna zijn door diverse auteurs ook verschillende andere prosauropode groepen verondersteld zoals de Melanosauridae, de Anchisauridae en in 1970 door Paul Ellenberger zelfs een eigen Euskelesauridae.